# Сюзанна Коркін
Сюзанна Коркін (18 травня 1937 — 24 травня 2016) — американська професорка нейронаук на кафедрі дослідження мозку та когнітивних наук Массачусетського технологічного інституту. Вона була провідним вченим у галузі нейропсихології та когнітивної нейронауки. Вона відома завдяки своїм дослідженням людської пам'яті, які вона вивчала у пацієнтів з хворобою Альцгеймера, хворобою Паркінсона та амнезією. Вона також добре відзначилась тим, що вивчала Генрі Молейсона, чоловіка з втратою пам'яті, якого вона зустріла в 1962 році та вивчала до його смерті у 2008 році.

## Молодість і освіта
Коркін, Сюзанна Джанет Хаммонд народилася у Хартфорді, штат Коннектикут, вона була єдиною дитиною Лестера та Мабелл Доулінг Хаммонд. Вона вивчала психологію в Сміт-коледжі в Массачусетсі та здобула ступінь доктора філософії в Університеті Макгілла в Монреалі, Канада, під керівництвом Бренди Мілнер. Мілнер досліджувала чоловіка, на ім'я Генрі Молейсон, у якого була серйозна втрата пам'яті в результаті операції на мозку з приводу неконтрольованих епілептичних нападів. Коркін познайомилася з ним у 1962 році та перевірила його пам'ять, пов'язану з його відчуттям дотику «Сомететична функція після пошкодження головного мозку», яка стала темою її докторської дисертації.

## Кар'єра
Після того як вона здобула ступінь доктора філософії в 1964 році, вона переїхала до Массачусетського технологічного інституту США (MIT), щоб приєднатися до лабораторії Ганса-Лукаса Тойбера. У 1977 році, коли Теубер помер, Коркін стала директором лабораторії нейропсихології людини, а в 1981 році її підвищили безпосередньо з посади головного наукового співробітника до доцента з безстроковою посадою.
З цього моменту Коркін керувала Лабораторією поведінкової нейронауки, зробивши фундаментальний внесок у багато різних областей когнітивної нейронауки. Ці внески включали подальше розмежування систем пам'яті, необхідних для різних форм недекларативного навчання, з'ясування дефіциту пам'яті, що виникає при хворобі Паркінсона, хвороби Альцгеймера, а також внесок у теоретичні дебати щодо ролі медіальної скроневої частки у відновленні віддалених спогадів.
Коркін, була також одною із перших, хто застосував методи нейровізуалізації людини та використовувала ці методи для з'ясування нейронних основ різних форм людської пам'яті та вікових і хворобливих змін у мережах пам'яті. Використовувала як функціональні, так і структурні методи МРТ. Деякі з останніх публікацій її лабораторії повідомляли про переваги методу мультиспектральної структурної магнітно-резонансної томографії для вимірювання об'ємів чорної субстанції та базального переднього мозку у пацієнтів із хворобою Паркінсона (Ziegler and Corkin, 2013; Ziegler et al., 2013).
Коркін продовжувала працювати з хворим на амнезію Г.М, захищаючи його особу до його смерті у 2008 році, коли виявилося, що це Генрі Молейсон. Вона обговорювала його історію у своїй книзі 2013 року Permanent Present Tense.

## Публікації та нагороди
Вона опублікувала понад 150 наукових статей і була автором або співавтором 10 книг. Вона отримала численні нагороди за свої дослідження, у тому числі нагороду MERIT від Національного інституту здоров'я та нагороду Балтса за видатні досягнення в наукових дослідженнях від Американської психологічної асоціації, відділ старіння.

## Наставництво
Коркін отримала широке визнання за свою підтримку жінок і меншин у науці. Під час навчання в Массачусетському технологічному інституті вона протягом 17-ти років була радником першокурсників і працювала в низці комітетів інститутів і департаментів. У 2011 році вона отримала нагороду за консультування бакалаврів у галузі дослідження мозку та когнітивних наук Массачусетського технологічного інституту.

## Конфлікт у статтіNew York Times
Стаття Люка Діттріха в New York Times опублікована 7 серпня 2016 року викликала суперечки, коли поставила під сумнів етику Коркін у її відносинах з Генрі Молесоном. Цей звіт припустив, що Коркін намагалася приховати результати досліджень про те, що у Генрі Молейсона вже існувало ураження лобової частки; не знайшли генетично найближчого живого родича Г. M, від якого потрібно отримати згоду (судовий процес натомість призначив опікуном дальнього родича); і намагалася подрібнити її оригінальний вихідний матеріал і неопубліковані дані, оскільки це потенційно могло призвести до перегляду її висновків протягом десятиліть її досліджень на Г.M (Це останнє твердження походить із запису інтерв'ю, яке Дітріх провів з Коркін. У ньому, хоча вона й обговорює матеріали для подрібнення, вона також заявляє: «Ми зберігали речі Г. M»).
Щодо статті Дітріха точаться суперечки. Понад 200 неврологів підписали лист до New York Times, в якому стверджували, що стаття була упередженою та вводить в оману, і станом на 21 серпня 2016 року Массачусетський технологічний інститут і Дітріх продовжували опубліковувати зворотні заяви. Оскільки між Діттріхом і Коркіним протягом багатьох років існувала добре відома напруженість, деякі рецензенти назвали книгу Діттріха «особистою помстою», а інші схвально відгукнулися про його книгу «Пацієнт Г. M: історія пам'яті, божевілля і сімейних таємниць».

## Особисте життя
Її шлюб із Чарльзом Коркіним закінчився розлученням. Вона померла від раку печінки в Денверсі, штат Массачусетс, 24 травня 2016 року, через шість днів після свого 79-го дня народження. У неї залишилося троє дорослих дітей, Деймон, Дж. Закарі та Джоселін Коркін, а також семеро онуків.